# Keep on Your Mean Side
Keep on Your Mean Side è il primo album discografico della band anglo-statunitense The Kills, pubblicato nell'aprile 2003 dalla Domino Records.
Il disco è stato ristampato e ripubblicato il 4 maggio 2009 con l'aggiunta di cinque tracce.

## Il disco
Il gruppo ha registrato il disco nel novembre 2002 presso i Tog Rag Studios di Londra, gli stessi studi in cui i White Stripes hanno registrato Elephant (a cui gli stessi Kills verranno accostati).
Per quanto riguarda lo stile musicale, il disco include tracce di noise pop (Wait), garage punk con accenni blues (Fuck the People) e musica psichedelica di stampo darkwave (Kissy Kissy).
Tre brani sono stati estratti come singoli: Fuck the People (2003), Fried My Little Brains (aprile 2003) e Pull A U (ottobre 2003).
La critica ha accolto positivamente l'album: per AllMusic e Mojo Keep on Your Mean Side merita 4/5 stelline; per Pitchfork il voto di 7.8/10.
Per quanto riguarda le vendite, l'album si è classificato al 47º posto nella Official Albums Chart.
Diversi brani tratti da questo album sono stati inseriti in film e serie televisive: Wait è stato inserito nel film I figli degli uomini (2006); Monkey 23 nel film Tutti i battiti del mio cuore (2005); Cat Claw e Wait sono invece state utilizzate nell'episodio Doubt della serie Criminal Minds.

## Tracce
1. Superstition – 4:40
2. Cat Claw – 3:32
3. Pull a U – 3:23
4. Kissy Kissy – 5:02
5. Fried My Little Brains – 2:08
6. Hand (erroneamente chiamata Gypsy Death & You sulla copertina dell'edizione originale) – 0:50
7. Hitched – 4:02
8. Black Rooster – 4:24
9. Wait – 4:47
10. Fuck the People – 4:17
11. Monkey 23 – 3:06
12. Gypsy Death & You (erroneamente chiamata Hand sulla copertina dell'edizione originale) – 2:11

Tracce aggiuntive nell'edizione del 2009
1. Gum – 1:21
2. Jewel Thief – 2:47
3. Sugar Baby – 4:20
4. The Search for Cherry Red (Jonathan Fire Eater cover) – 2:58
5. Dropout Boogie (Captain Beefheart cover) – 4:07

## Formazione
The Kills
- Jamie "Hotel" Hince - voce, chitarre, organo, armonica, viola elettrica, drum machine, dittafono
- Alison "VV" Mosshart - voce, chitarre, dittafono